# Región de Ústí nad Labem
La Región de Ústí nad Labem (en checo: Ústecký kraj; en alemán: Aussiger Region, pronunciado /ˈaʊ̯siɡɐ ʁeˈɡi̯oːn/) es una unidad administrativa (kraj) de la República Checa. Se sitúa en la región histórica de Bohemia. La capital es Ústí nad Labem.

## Distritos (población año 2018)
- Distrito de Chomutov 124 347
- Distrito de Děčín 130 329
- Distrito de Litoměřice 119 553
- Distrito de Louny 86 372
- Distrito de Most 112 594
- Distrito de Teplice 128 387
- Distrito de Ústí nad Labem 119 498

## Ciudades importantes
- Benešov nad Ploučnicí
- Bílina
- Česká Kamenice
- Chomutov
- Děčín
- Duchcov
- Jirkov
- Kadaň
- Klášterec nad Ohří
- Krupka
- Libochovice
- Litoměřice
- Litvínov
- Louny
- Lovosice
- Most
- Podbořany
- Roudnice nad Labem
- Rumburk
- Srbská Kamenice
- Štětí
- Teplice
- Terezín
- Úštěk
- Ústí nad Labem
- Varnsdorf
- Žatec